# Preston M. Geren

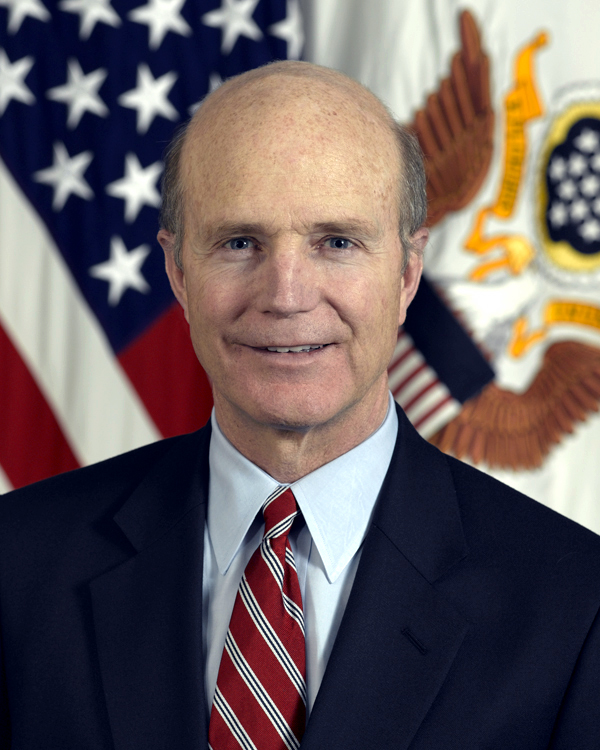
Preston M. Geren

Preston M. „Pete“ Geren III. (* 29. Januar 1952 in Fort Worth, Texas) ist ein US-amerikanischer Politiker. Er ist ehemaliger Luftwaffen- und Heeresstaatssekretär der Vereinigten Staaten.

## Studium und berufliche Laufbahn
Geren absolvierte zunächst von 1970 bis 1973 ein allgemein bildendes Studium am Georgia Institute of Technology und danach an der University of Texas in Austin, das er 1974 mit einem Bachelor of Arts (B.A.) beendete. Danach studierte er Rechtswissenschaften an der Law School der University of Texas, wobei er 1978 mit einem Juris Doctor abschloss. Nach der anwaltlichen Zulassung 1978 war er als Rechtsanwalt und Geschäftsmann in Fort Worth tätig. Zwischen 1999 und 2001 gehörte er dem Vorstand des Flughafens Dallas/Fort Worth an.

## Politische Laufbahn

### Kongressabgeordneter
1986 berief ihn US-Senator Lloyd Bentsen zu seinem Exekutivassistenten. Geren begann seine eigentliche politische Laufbahn 1989 mit der Wahl zum Abgeordneten im US-Repräsentantenhaus, nachdem seine erste Kandidatur 1986 gescheitert war. Dort vertrat der Demokrat die Interessen des 12. Kongresswahlbezirks von Texas. Erstmals wurde er als Nachfolger des zurückgetretenen Sprechers des Repräsentantenhauses, Jim Wright, in einer Nachwahl gewählt. 1996 verzichtete er auf eine erneute Kandidatur.
Während seiner Mitgliedschaft im Repräsentantenhaus war er Mitglied der Ausschüsse für Verteidigung (Armed Services), Wissenschaft und Technologie (Science and Technology) sowie Transport und Infrastruktur (Transportation and Infrastructure).

### Staatssekretär unter Präsident Bush
Im September 2001 wurde er Sonderassistent des Verteidigungsministers. In dieser Funktion war er zuständig für Gesetzgebung und Sonderprojekte. Am 29. Juli 2005 berief ihn Präsident George W. Bush zum amtierenden Secretary of the Air Force. Dieses Amt übte er bis zur Ablösung durch Michael Wynne am 4. November 2005 aus. Am 21. Februar 2006 wurde er als Nachfolger von Raymond F. DuBois stellvertretender Heeresstaatssekretär (Under Secretary of the Army).
Als solcher wurde er von Präsident Bush zunächst am 10. März 2007 zum Nachfolger des wegen eines Skandals zurückgetretenen Francis J. Harvey zum amtierenden Secretary of the Army ernannt. Nach der Bestätigung durch den US-Senat konnte er dieses Amt schließlich am 16. Juli 2007 offiziell antreten. Im September 2009 wurde er von John M. McHugh abgelöst.